# 중심장액성망막증
중심장액성망막증(中心漿液性網膜症, central serous retinopathy/CSR, central serous chorioretinopathy/CSC)은 시각 장애를 일으키는 눈의 질환 중 하나로, 가끔은 일시적으로, 보통은 한쪽 눈에 발병한다. 중심장액망막병증, 중심성망맥락막염, 중심성장액성망막염이라고도 한다.
이 질병은 특발성 질환으로 간주되지만 대개 20~50대 그룹의 백인 남성에게 주로 발생하는 것으로 알려졌었지만, 현재는 다른 그룹에서 발생하며 주로 성인 남성에게 발생하는 경우가 대부분이다. 스트레스나 코르티코스테로이드 복용으로 인해 악화되는 것으로 알려져 있다. 눈의 통증과 함께 또는 별다른 통증이 없이 발생할 수 있다. 중심성망막증은 ‘중심장액맥락망막병증’또는 중심장액성망막증 의 준말이다.

## 원인
중심장액성망막증은 눈에 영양을 공급해주는 모세 혈관(망막 미세 혈관 , Retinal pigment epithelium) 이 미세하게 파열되어, 눈이 물체를 파악하는 시력의 가장 중심 부위인 황반(Macula) 아래의 받쳐주는 세포 조직 아래 고여서 황반 부분이 이탈되는 것이다. 정확한 원인은 아직까지 알 수 없지만, 대체로 눈을 과도하게 사용하는 발생하는 스트레스, 잠이 부족하거나, 예민한 성격을 가진 사람들에게 자주 발생하는 것으로 알려져 있다.

## 증상
주변의 시야는 정상인데, 중심 부위가 어둡게 보이거나, 시력이 저하되어 보이거나, 물체가 찌그러져 보이는 형태로, 카메라의 필름 역할을 하는 우리 눈의 중심 부분(황반)에 모세혈관의 혈액이 고여서 시력이 떨어지는 증상이다.

## 진단
안구 내부 점검을 위한 검사로써, 안저 촬영, 빛간섭 단층 촬영을 통해서 검사한다. 형광 안저 촬영은 어느 곳의 혈관이 약한지를 파악하며, 스펙트랄리스 빛간섭단층촬영(OCT)을 사용하여 망막 아래에 고여 있는 물의 양이나 위치, 이상 혈관의 위치까지 진단이 가능하다.

## 예후(진행 예상)
중심장액성망막증에 걸린 후에 해당 질환이 회복되는 것은 일반적으로 긍정적이다. 비교적 90% 환자가 6개월 안에 정상적인 시력을 회복을 하게 된다. 대체로 눈의 황반 아래 고여있던 혈액(영양액)이 없어지면 시력도 점차로 회복이 된다. 그런데 이것이 6개월 이상 지속이 되면, 이때는 야간 시력이 나빠지거나, 장기적으로 4-5개월 이상 황반 아래 혈액이 없어지지 않으면 이때는 장기 시력에 영향을 주게 될 수 있다. 한번 발생하면 처음에서는 자동으로 회복이 되더라도 다음 해에 다시 발생하는 경우가 많다. 그리고 다시 발생하는 경우, 회복되는 기간이 처음에는 3개월에서 재발 한 경우에는 4개월로 점차 길어지는 등 상황이 나빠질 수 있다.

## 처방
레이저를 이용한 응고 처방술 (Laser photocoagulation)을 통해서 모세 혈관의 손상된 부분을 태워서 막는 방법인데, 이것은 3-4개월 정도 이후에도 자동적으로 치료가 안 될 때 사용한다. 단 눈의 초점 부위 (Fovea) 와 모세혈관 손상 부위가 충분히 멀 때 사용한다. 그러나 레이저를 이용한 응고 처방술은 눈의 시력을 영구적으로 손상 시킬 수 있는 위험성을 갖고 있으며, 레이저를 이용한 응고 처방술을 한다고 하더라도 재발을 방지할 수 있는지는 아직 검증되지 않았다.
동공 통과 열치료 (Transpupillary thermotherapy) 방법이 레이저를 이용한 응고 처방술에 대한 위험설을 줄이는 대체 방법으로 제시되고 있다. 광 역학 요법(Photodynamic therapy)을 베르테포르핀 약물(Verteporfin) 을 감광제(Photosensitizer)로 같이 사용하는 것이 합병증(Complications)을 최소화하는 것으로 알려져 있으며, 특정한 질병의 경우 장기적 효과가 있을 수도 있다고 알려져 있다. 다만 레이저를 이용한 응고 처방술은 보통 안과에서도 시술을 하지만 동공 통과 열 치료 및 광 역학 요법의 경우 해당 기술을 사용하는 곳이 일반적이지 않을 수 있다.
혈관형성억제제 (Angiogenesis inhibitor), 적은 용량의 이부프로펜(소염・진통제) (ibuprofen)를 포함한 몇 가지 약물들이 시험 삼아 사용되기도 하였으며, 실제 회복에 도움이 되는 약물은 아직 명확하지 않다.

## 일반적 예방 및 치료 방법
눈의 스트레스를 줄이려면, 강한 햇빛으로부터 눈을 보호하도록 선글라스를 사용해야 하며, 컴퓨터를 사용할 때는 컴퓨터용 블루 라이트를 통제하는 렌즈(Blue light control lens)를 사용하거나, 자주 눈을 깜박여 주거나, 눈 운동을 수시로 하고, 지압을 해주는 등 평상시 눈의 스트레스를 줄여 주는 것이 중요하다. 선글라스의 경우 어두워지는 늦은 오후 시간 무렵 이나 비오는 날에는 옅은 갈색 썬 그라스 (Brown colour sunglasses )를, 그리고 이른 아침 시간의 강한 햇살이나 밝은 대낮 그리고 해변같은 곳에서는 짙은 회색 썬그라스 (Grey colour sunglasses), 그리고 각각 준비를 하여 운전을 하거나 생활을 할 때, 강한 햇살이 있을 때와 어두워질 때 각각 적당한 양의 빛을 차단하여 눈에 주는 피로를 최소화하는 것이 필요하다.

## 같이 보기
- 당뇨병성 망막병증
- 황반변성